# Жан Саніта
Жан Саніта́ (фр. Jean Sanitas) — французький журналіст і письменник.

## Біографія
Народився у 1927 році у Клермон-Феррані. Юність його припала на Другу світову війну, разом з батьком і старшим братом Жан активно брав участь в Русі опору. Будинок Марселя Саніти, батька Жана, який працював у котельні, довгий час був складом зброї і слугував явкою партизанів. Саніта входив до спеціалізованої групи, яка організовувала диверсії і саботажі на підприємствах міста. У 1943 році Саніту і його сім'ю арештувало гестапо, батько й старший брат загинули у концтаборах, самому Жану вдалося вижити.

## Літературна діяльність
Після закінчення війни Саніта займався різною діяльністю, зрештою прийшов у журналістику. Він керував газетою департаменту Пюї-де-Дом «Голос народу» (Вуа дю пепль), згодом працював у Парижі в центральній газеті Комуністичної партії Франції для селян «Земля» (Ля терр). В останній згодом з'явились його перші новели й оповідання на тему фашистської окупації.